# Pressspan
Pressspan, auch Tafelpressspan genannt, ist eine Materialgruppe aus Zellstoff, dem kein Bindemittel zugesetzt wird. 

## Herstellung

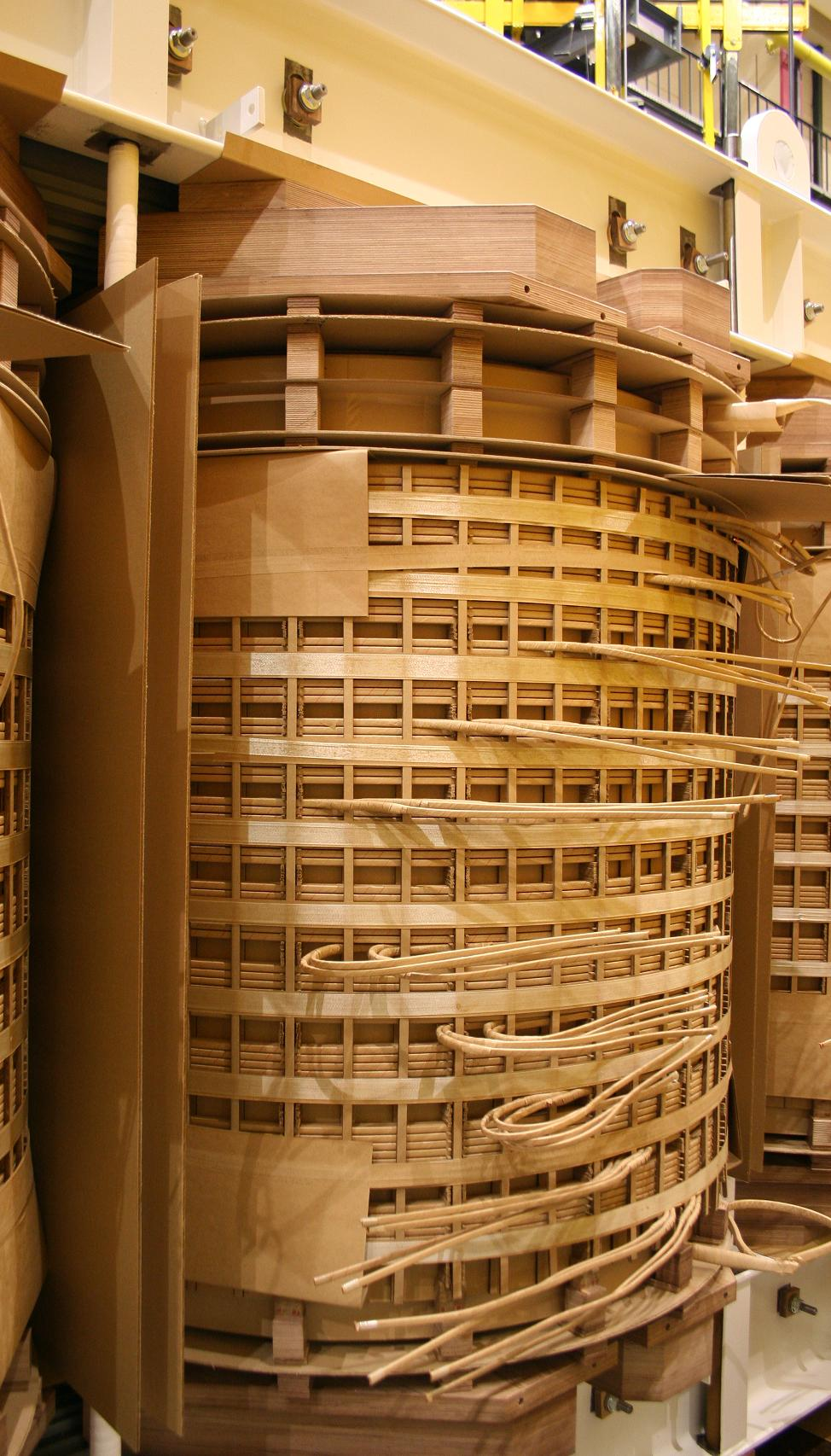
Pressspanplatten als Isoliermaterial an der öldurchlässig gestalteten Wicklung eines mannhohen Leistungstransformators

Mittels einer Papiermaschine wird aus Zellstoff eine feuchte Papierbahn hergestellt. Diese wird nun aber nicht wie bei der Papierherstellung in der Ursprungsdicke getrocknet und erst dann aufgewickelt. Stattdessen wickelt man das noch feuchte Papier auf, bis die gewünschte Dicke des Endproduktes (0,1 mm bis 8 mm) erreicht ist. Der Wickel wird entnommen und aufgeschnitten, danach plattgedrückt, gepresst und getrocknet. Dadurch erhält man ein sehr dickes, stabiles, papierartiges Material. Das getrocknete Material kann zusätzlich durch Walzen verdichtet und durch Kalandrieren an der Oberfläche strukturiert werden. 

## Verarbeitung
Pressspan lässt sich mit Stanzwerkzeugen bearbeiten, aber auch bohren, sägen, fräsen und feilen. Er kann befeuchtet werden und wird dann etwas formbar, beispielsweise durch Rollieren.

## Verwendung
Pressspan wird insbesondere für elektrisch isolierende Bauteile eingesetzt. So bestehen die Isolier- und Stützelemente der Spulenwickel von Leistungstransformatoren oft aus Pressspan, ebenso Isolationslagen und Abstandshalter in elektrischen Maschinen und Haushaltsgeräten.
Pressspan wird auch zu – oft orange-braunen – Heftumschlägen oder Buchrücken verarbeitet sowie auch im Modellbau benutzt.

## Entsorgung
Da Pressspan aus Zellulose besteht und keine Bindemittel enthält, ist er leicht biologisch abbaubar. Dies gilt nicht für Trafoeinbauten und andere Bauteile, die mit Isolierölen oder anderen chemischen Stoffen getränkt wurden.

## Belege
1. ↑  http://www.krempel-group.com/deutsch/home/produkte/elektroisolierstoffe/pressspan/powerboard-ak-fuer-leistungstransformatoren.html
2. ↑  DIN EN 60641-3-1: Tafel- und Rollenpressspan für elektrotechnische Anwendungen - Teil 3: Bestimmungen für einzelne Werkstoffe - Blatt 1: Anforderungen für Tafelpressspan.